# Les Aventures de Totor, C. P. des Hannetons
Pour les articles homonymes, voir Totor (homonymie).
Les Aventures de Totor, C. P. des Hannetons est une bande dessinée créée par Hergé pour le journal Le Boy-scout belge, en 1926.
Totor, C. P. (chef de patrouille) des Hannetons, en est le héros, chef scout très débrouillard.
Dessiné par Hergé à ses débuts, ce personnage est graphiquement très approximatif, et Hergé ne l'utilise pas très longtemps, le remplaçant bientôt par Tintin. Totor est ainsi considéré comme l'ancêtre de ce dernier, à la fois graphiquement (les traits physiques de Tintin semblent avoir été définis à partir de ceux de Totor), et historiquement (alors que le personnage de Totor était sans avenir, ce qu'Hergé comprit assez rapidement, Tintin, lui, a eu beaucoup plus de succès et constituait un potentiel créatif plus important).

## Résumé
Totor quitte Anvers pour rendre visite à son oncle et sa tante, Pad Hatt et Save Hatt, installés au Texas, aux États-Unis. À bord du navire liant l'Europe et l'Amérique, il est jeté par-dessus bord par une baleine, avant que l'animal ne le dépose brutalement sur un sous-marin américain. Celui-ci l'emmène à New York, où Totor est impressionné par les gratte-ciels spectaculaires. Accidentellement renversé par une voiture, le choc le projette contre un étranger de passage qui se révèle être un criminel du nom de John Blood.
Totor reçoit une récompense de 5 000 $ pour avoir mis le gangster hors d'état de nuire. Le héros prend ensuite le train jusqu'au ranch de son oncle à Rolmopcity. Son oncle l'accueille à la gare, mais sur le chemin les menant au ranch, ils sont capturés par des Peaux-Rouges. Totor parvient à détourner l'attention des Indiens, ce qui leur permet de s'échapper, son oncle et lui.
Quelques heures plus tard cependant, la même tribu kidnappe Totor au ranch pour se venger. Attaché à un poteau de torture, Totor est la cible des couteaux, haches et flèches des Indiens. Heureusement, l'une des flèches coupe les cordes qui le retiennent et, alors que le chef s'apprête à scalper l'infortuné Totor, ce dernier frappe de ses pieds le ventre du Sachem et plonge dans une rivière proche, feignant la noyade.
Sous l'eau, il trouve un vieux coffre rempli de bijoux, qu'il enterre sous un rocher. Un trappeur dans un canoë apparaît alors et emmène Totor jusqu'à Rolmopcity. Quittant le trappeur, Totor revient au ranch qu'il trouve désert. Tandis qu'il explore les lieux, une main le tire à travers une porte, et une bagarre acharnée s'ensuit dans un noir d'encre. Bientôt Totor se débarrasse de ses trois ravisseurs et découvre son oncle attaché à une chaise. Ce dernier lui explique que les bandits ont enlevé sa tante. Totor a soudain l'idée d'utiliser le trésor qu'il a trouvé dans la rivière comme rançon de sa tante.
Totor et son oncle se mettent en chemin, mais un criminel leur vole leur carte pendant leur sommeil. Constatant plus tard la disparition des bijoux, ils suivent les empreintes du voleur pendant plusieurs kilomètres.
Quand ils voient une autre série d'empreintes rejoindre les premières et aller vers les montagnes, Totor poursuit le chemin seul. Ayant échappé à plusieurs sentinelles indiennes, il espionne le Chef et, miraculeusement, récupère les bijoux. Il retrouve alors son oncle après avoir semé les Peaux Rouges. Le binôme revient ensuite au ranch où ils trouvent une demande de rançon. Le chef des bandits, Jim Blackcat, leur donne rendez-vous sous un grand sapin dans la journée, sinon il tuera la tante de Totor. Totor se précipite au rendez-vous où il ne fait qu'une bouchée des méchants et leur ordonne de lui dire où ils gardent sa tante. Après un sauvetage héroïque et des retrouvailles émouvantes entre sa tante et son oncle, Totor réalise qu'il est temps pour lui de revenir en Belgique. De retour au pays, il raconte ses aventures à son entourage, et aspire à en vivre d'autres à l'avenir.

## Publication
Dans le numéro de juillet 1926, la double page centrale du Boy-Scout propose les Extraordinaires Aventures de Totor, C. P. des Hannetons, un « grand film comique » d'United Rovers. Le dessin en noir et blanc est quasiment dépourvu de phylactères, le texte étant placé sous les vignettes. La suite des aventures de ce scout débrouillard, souvent reconnu comme l'ancêtre de Tintin, se déroule en août-septembre à Manhattan. Cependant, la publication est interrompue car Hergé est appelé au service militaire le 16 août : il est affecté à la 4e Compagnie du 1er Régiment de Chasseurs à pied à Mons alors qu'il avait demandé la cavalerie. Totor ne fait son retour dans le Boy-Scout qu'en février 1927 à partir de la septième planche. La publication est de nouveau interrompue au mois d'avril suivant : la fusion des Belgian Catholic Scouts, qui éditent Le Boy-Scout, avec les Baden-Powell Belgian Boy-Scouts, entraîne la disparition de leurs journaux respectifs et donne naissance à une nouvelle revue, Le Boy-Scout belge. C'est en décembre 1927 que la publication de Totor reprend dans cette nouvelle entité, accompagnée d'une douzaine d'illustrations qui permettent de résumer les premiers épisodes pour les nouveaux lecteurs. Les Aventures de Totor s'achèvent finalement dans le numéro de juin-juillet 1929, après un total de 21 épisodes répartis en 26 planches.

## Analyse
D'après Tangi Villerbu, Hergé est profondément influencé par le cinéma, notamment Buster Keaton, auteur de Go West (1925), qui dépeint un western burlesque. Hergé présente Totor comme un film de cinéma, ce que cette bande dessinée n'est pas. Hergé, qui a mené des activités de scout, était fasciné par l'imagerie indienne, modèle de contact avec la nature ; il est logique qu'il ait mis en scène la rencontre entre son héros Totor et une tribu d'Amérindiens.